# Go Vacation
Go Vacation è un videogioco sportivo a tema estivo sviluppato da Bandai Namco Games, uscito per Wii. Annunciato durante l'E3 2011, è stato lanciato in America l'11 ottobre 2011 in Giappone il 20 e in Europa il 4 novembre. A inizio luglio 2018, uscì in tutto il mondo, una riedizione del gioco per Nintendo Switch.

## Modalità di gioco
L'obiettivo del gioco è quello di esplorare quattro resort: il resort mare, il resort città, il resort monti e il resort neve. In ognuno di questi ambienti il giocatore (o i giocatori, se si è in modalità multigiocatore) deve partecipare a tutte le attività disponibili ed esplorare l'ambiente per trovare dei forzieri nascosti contenenti speciali abiti da poter fare indossare al proprio Mii.

## Prequel
Il prequel di "Go Vacation" è stato Family ski, dove non si possono svolgere 50 attività ma una, cioè lo sci.

## Doppiaggio italiano
- Deborah Morese
- Maurizio Merluzzo
- Beatrice Caggiula
- Francesca Bielli
- Gilberta Crispino
- Massimo Triggiani